# Aka II z Kommageny
Aka II (gr.: η Άκα, ē Aka, I w. p.n.e./I wiek n.e.) – księżniczka kommageńska, pochodząca z ormiańskiej dynastii Orontydów.
Są dwie wersje co do pochodzenia Aki II. Prawdopodobnie mogła być córką króla Kommageny Antiocha II Epifanesa, drugiego syna króla Kommageny Antiocha I Theosa Dikajosa Epifanesa Filoromajosa Filhellena i królowej Isias II Filostorgos. Drugą możliwością jest, że jej matką była Aka I, córka Antiochis, siostry Antiocha II Epifanesa oraz prawdopodobnie żony brata Mitrydatesa II Antiocha Epifanesa Filoromajosa Filhellena Monokritesa, króla Kommageny.
Aka poślubiła egipskiego Greka Trazyllusa z Mendes, który pochodził z greckiej rodziny mieszkającej w egipskim mieście Mendes. Trazyllus był gramatykiem aleksandryjskim, edytorem Platona i Demokryta, jednak był najbardziej znany jako astrolog. Trazyllus stał się przyjacielem Tyberiusza, przyszłego rzymskiego cesarza, dzięki któremu wraz z żoną Aką II otrzymał obywatelstwo rzymskie oraz imię Tyberiusz Klaudiusz.
Aka II urodziła mężowi Trazyllusowi dwoje dzieci (syna i córkę):
- Tyberiusz Klaudiusz Balbillus, grecko-egipski astrolog i uczony
- Eunia, późniejsza żona prefekta pretorianów Kwintusa Sutoriusza Makrona